# Кораблёв, Герасим Иванович
Герасим Иванович Кораблёв (1792—1863) — русский врач, ординарный профессор действительный статский советник. Адъюнкт-профессор фармации, профессор Московского воспитательного дома. 

## Биография
Родился Герасим Иванович Кораблев в 1792 году (по другим данным в 1780-м) в городе Рязани. Начальное образование получил в Рязанской духовной семинарии. В сентябре 1809 года поступил в Московскую медико-хирургическую академию. Сокурсниками Кораблева являлись Илья Буяльский, Михаил Достоевский, Иустин Дядьковский и многие другие... С началом войны 1812 года работал в военных госпиталях. В 1813 году завершил обучение в академии и оставлен в ней же прозектором. 4 (16) августа того же года вступил на гражданскую службу. С 1815 по 1819 гг. являлся штаб-лекарем Тарутинского пехотного полка. 
В 1819 защитил докторскую диссертацию «De pneumotide» на латинском языке, за что был пожалован званием доктора медицины. В 1823 году Кораблев выдержал экзамен на назначение адъюнктом по фармации, а уже в 1825 году назначен профессором акушерства Московского воспитательного дома. 
В 1826 — экстраординарный профессор акушерства и судебной медицины в Московской медико-хирургической академии; в 1827 — ординарный профессор. Лекции читал вплоть до закрытия Академии. 
Герасим Иванович писал статьи в газете «Друг Здравия», а также создавал отдельные обучающие работы: «Курс акушерства и детских болезней» (М., 1841—1843, 3 части) и «Учение о жизни женской касательно половых отправлений» (М., 1842).
Являлся членом Московского общества Испытателей природы, а также членом Физико-медицинского общества.
В 1863-м году Герасим Иванович подал в отставку в чине Действительного статского советника.
На 1866 год, будучи в отставке, проживал в собственном доме в Тишинском переулке города Москвы. Владел имением Голышкино Можайского уезда.
Точная дата смерти академика неизвестна, как и место захоронения.

## Семья
Герасим Иванович был женат дважды. 
Первый брак: дочь отставного капитана лейб-гвардии Анна Дмитриевна Смирнова(1805 - 1828). Погибла в результате осложнений при родах. В результате брака родился сын:
- Дмитрий Герасимович (1828 - N) - военнослужащий. Подпоручик(1854)

Второй брак: воспитанница МИВД Анна Александровна N (1816 - N). За время брака у пары родилось 9 детей:
- Александра Герасимовна (1835 - N)
- Софья Герасимовна (1835 - N)
- Надежда Герасимовна (1837 - N)
- Владимир Герасимович (1837 - N)
- Софья Герасимовна (1841 - N) - в 1-м браке жена поручика драгунского Его Величества Принца Эмилия Гессенского полка Николая Николаевича Левашева (1829 - N). Пережила супруга. Во 2-м браке жена штаб-ротмистра 3-го Драгунского Сумского полка Аркадия Ипполитовича Серебрякова (1848 - 1892). Детей от обоих браков не имела.
- Анна Герасимовна (1843 - N)
- Людмила Герасимовна (1844 - N) - супруга Ипполита Осипович Серебрякова (1815 - 1879), статского советника, капитана инженерного корпуса путей сообщения. Пара имела дочь Марию (1865 - N) (в замужестве Мерцалову)
- Сергей Герасимович (1848 - N) - женат на крестьянке Феодосье Петровне Тюриной (1854 - N)
- Мария Герасимовна (1849 - после 1901) - замужем за отставным полковником Григорием Давыдовичем Жаглевским (1830 - N). Имели четверо детей: 
  - Екатерина (1872 - N) замужем за земским врачом и коллежским советником Николаем Адальбертовичем Келером;
  - Давыд (1873 - 1917) полковник артиллерии, начальник артиллерийской школы стрельбы по воздушному флоту, убит на фронте Первой Мировой войны;
  - Николай (1874 - N);
  - Екатерина (1875) выпускница Александро-Мариинское училище Пречистенского отделения попечительства о бедных в Москве, учительница на дому.

## Награды
- Орден Святого Станислава II степени
- Орден Святой Анны II степени
- Орден Святого Владимира IV степени
- Золотые часы (за отличное окончание ММХА)